# Devetina

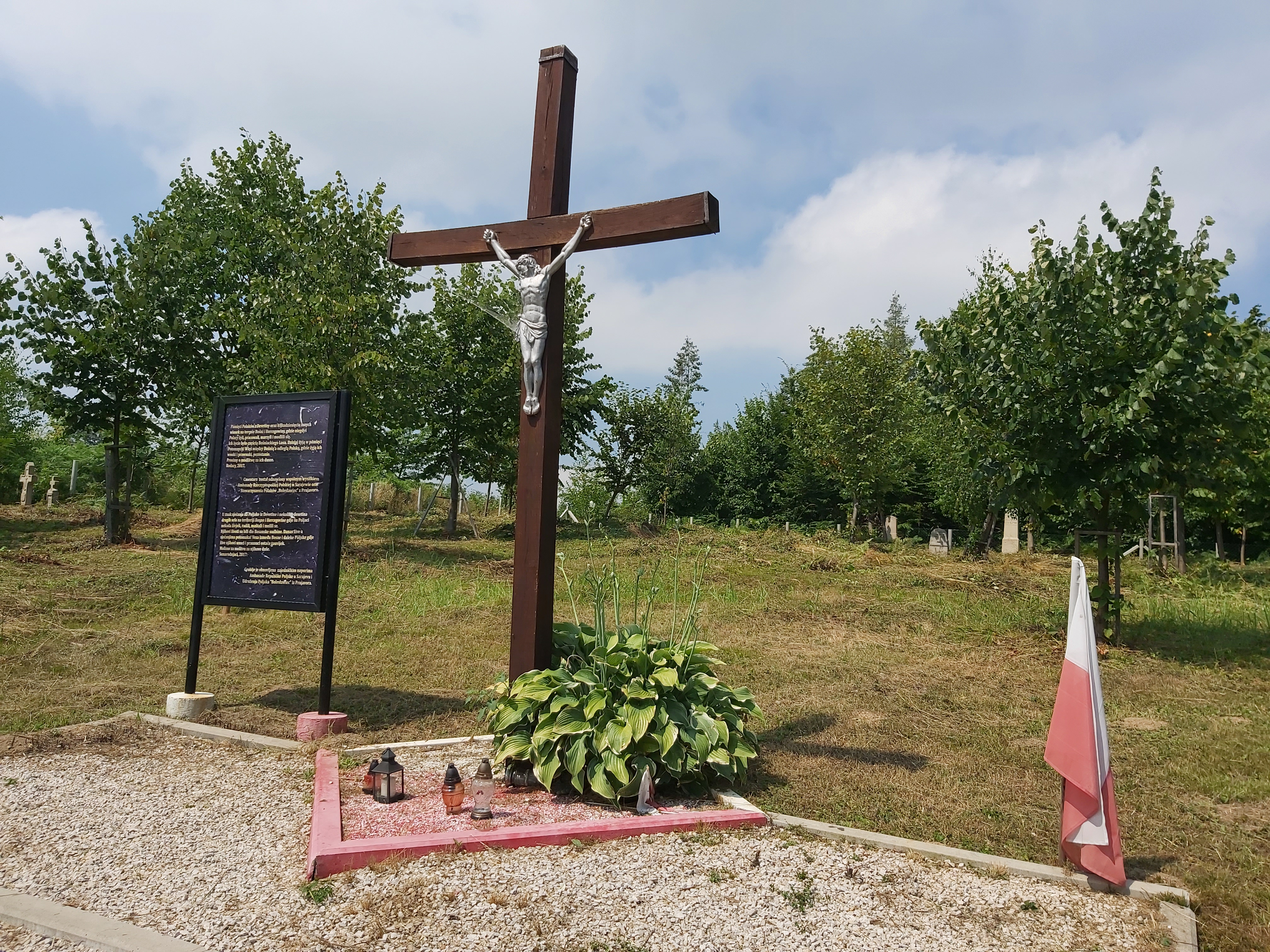
Polski cmentarz w Devetinie (2020)

Devetina (cyr. Деветина, pol. Dziewięcina) – wieś w Bośni i Hercegowinie, w Republice Serbskiej, w gminie Laktaši. W 2013 roku liczyła 150 mieszkańców.
Nazwa wsi związana jest ze znajdującymi się w niej dziewięcioma głazami.
W 1900 osiedlono tam 130 rodzin z Galicji i 14 z Wołynia. Osadników łącznie było 787, z czego 471 wyznania rzymskokatolickiego (Polaków), a 316 greckokatolickiego (Ukraińców). Do 1936 we wsi przebywali polscy księża.